# Kantongerecht Gorinchem

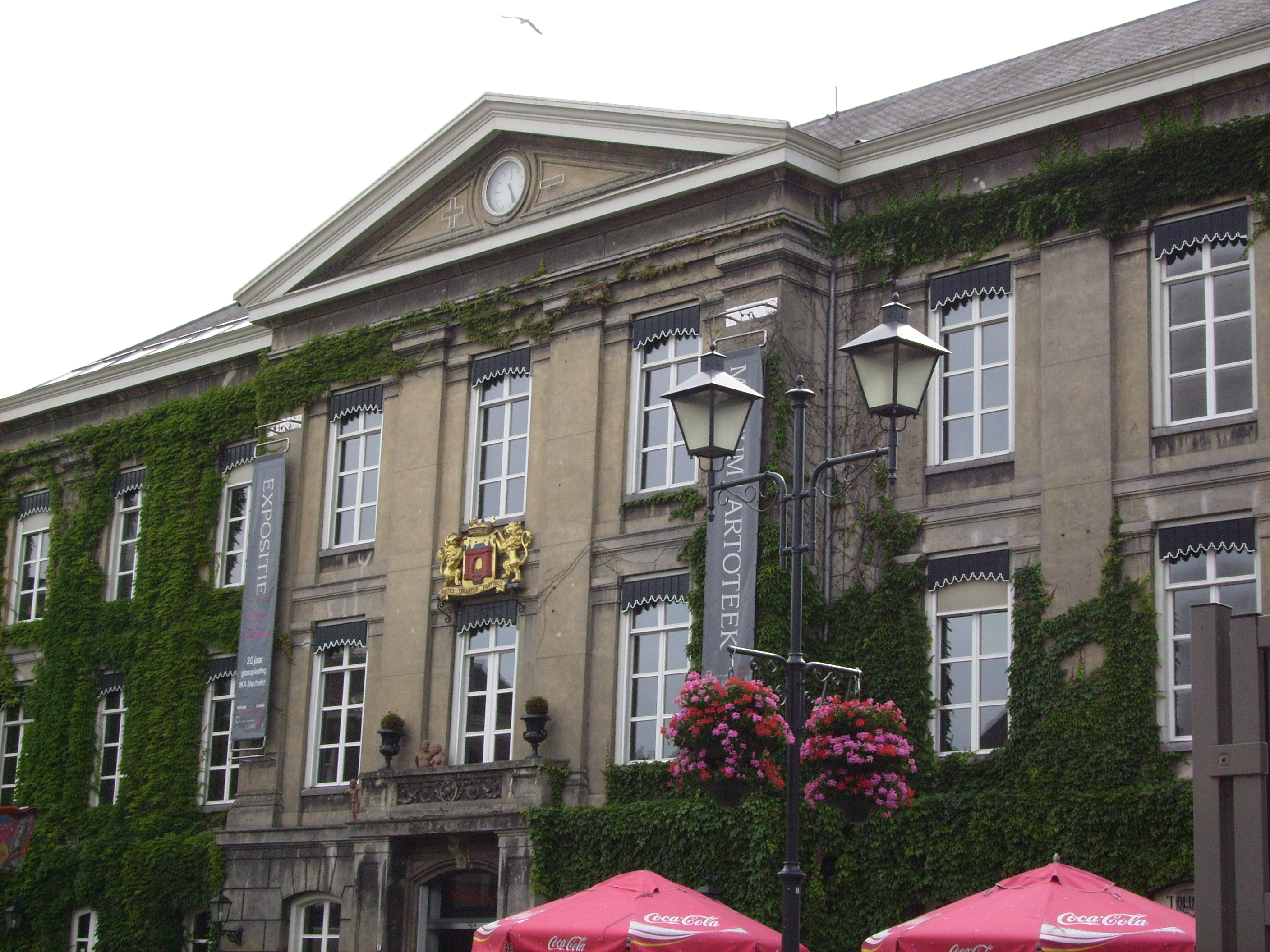
Het stadhuis was van 1860 tot 1978 ook zetel van het kantongerecht

Het kantongerecht Gorinchem was van 1838 tot 2002 een van de kantongerechten in Nederland. Het gerecht kreeg in 1978 een eigen gebouw aan de Vismarkt in het Zuid-Hollandse Gorinchem. Tot dan was het gerecht gevestigd in het stadhuis. Bij de oprichting was Gorinchem het eerste kanton van het arrondissement Gorinchem.
Na het afschaffen van het kantongerecht als zelfstandig gerecht bleef Gorinchem zittingsplaats voor de sector kanton van de rechtbank Dordrecht. Uiteindelijk werd de Gorcumse kantonrechtbank in 2013 gesloten.